# تشانساي
تشانساي (بالإنجليزية: Chancay)‏ هي مدينة، تتبع إقليم ليما، هي عاصمة Chancay District, Huaral ‏، بلغ عدد سكانها 32312 نسمة.

## معرض صور

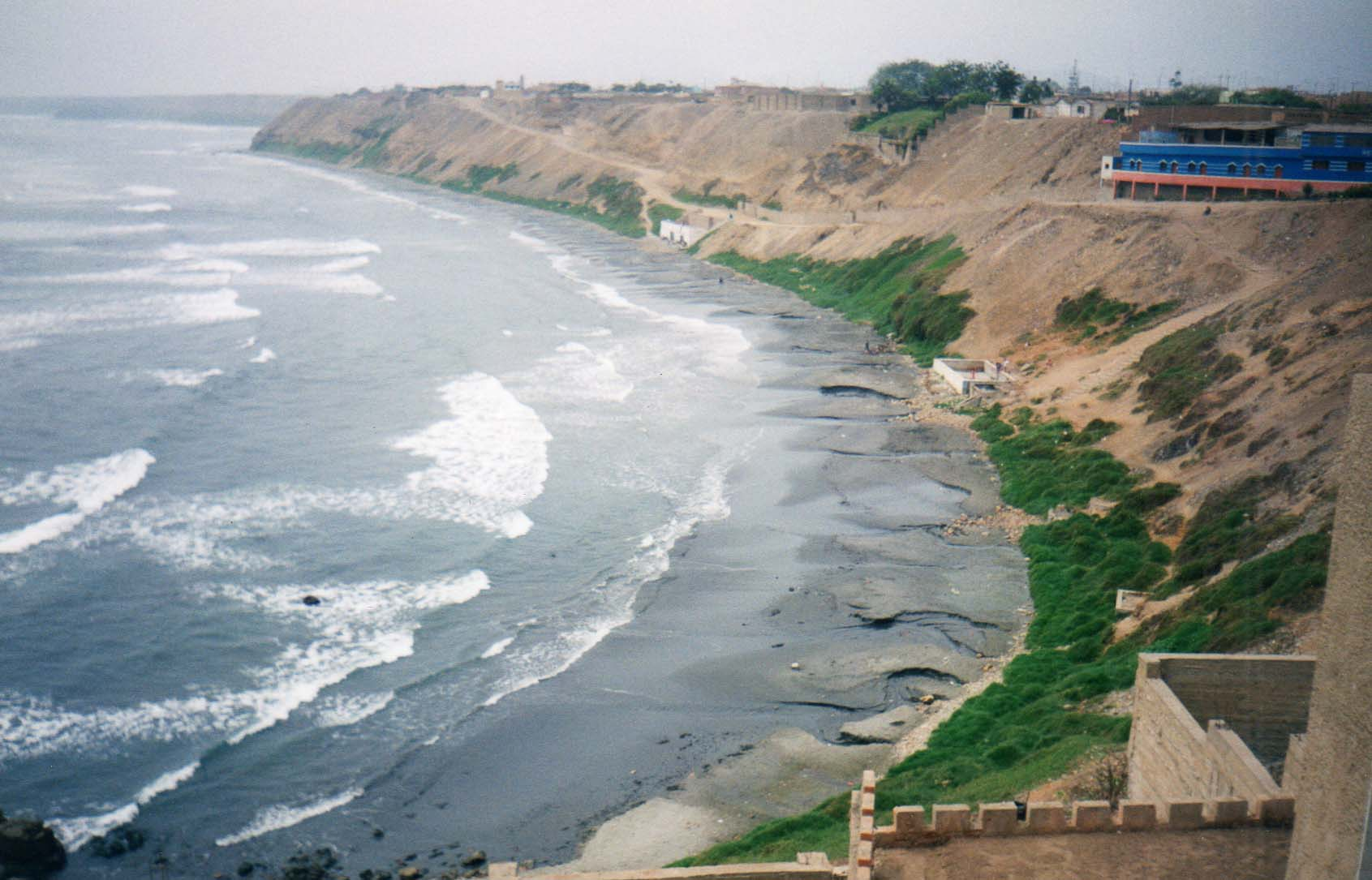
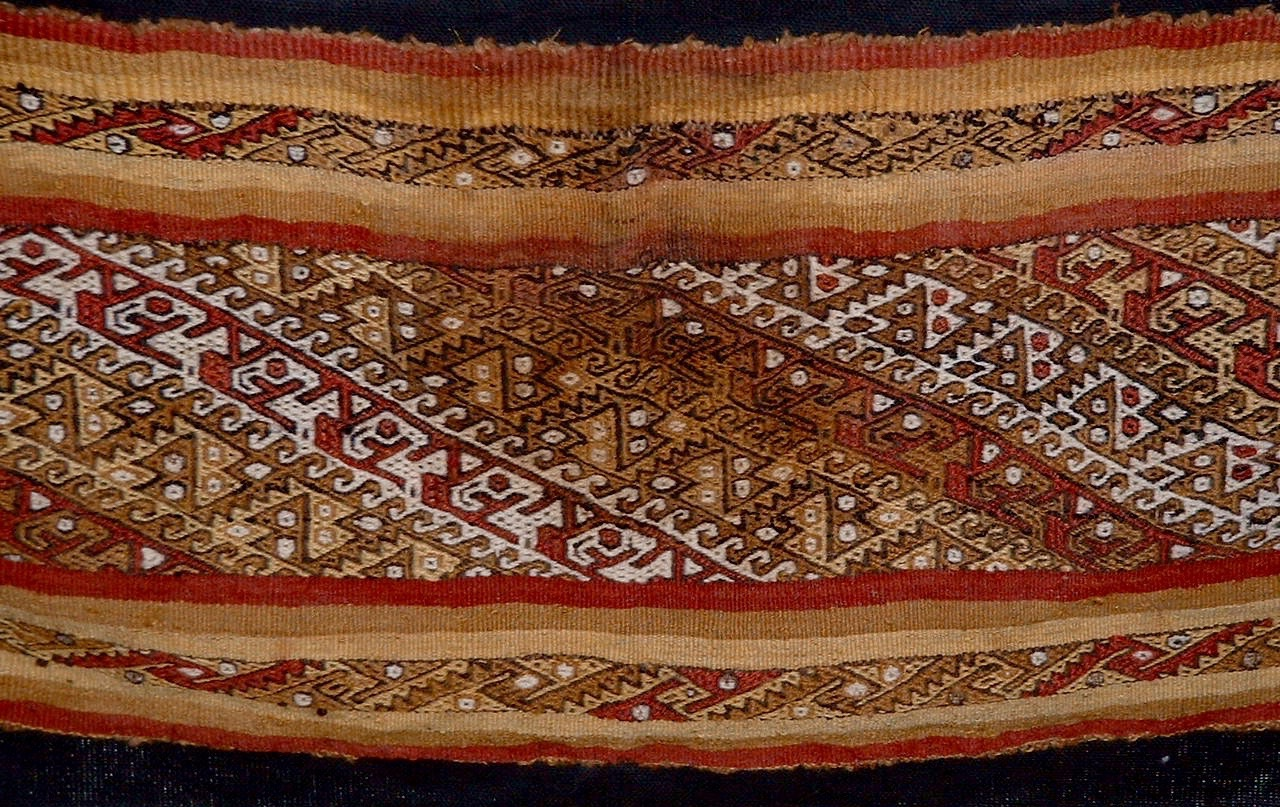
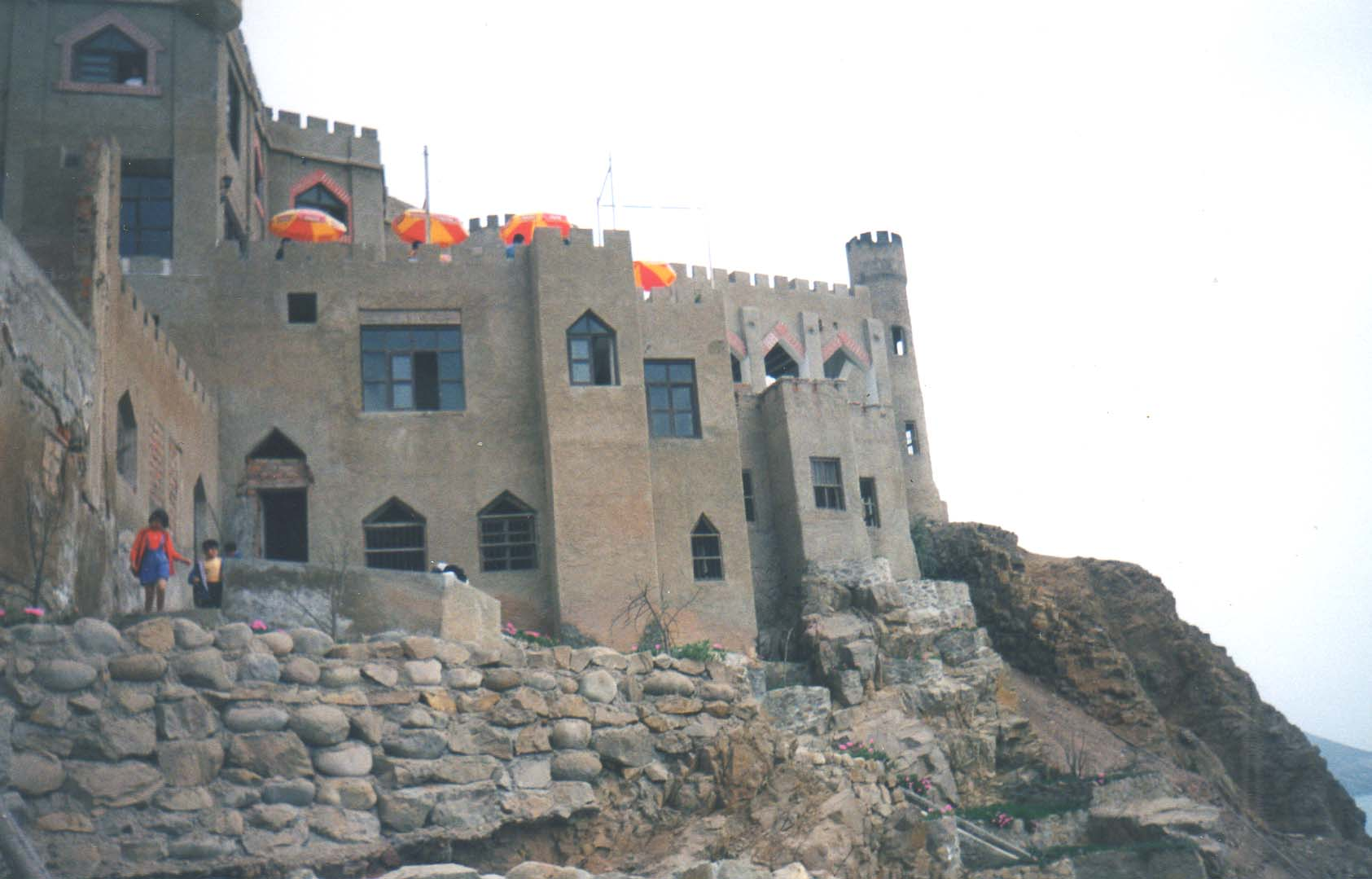
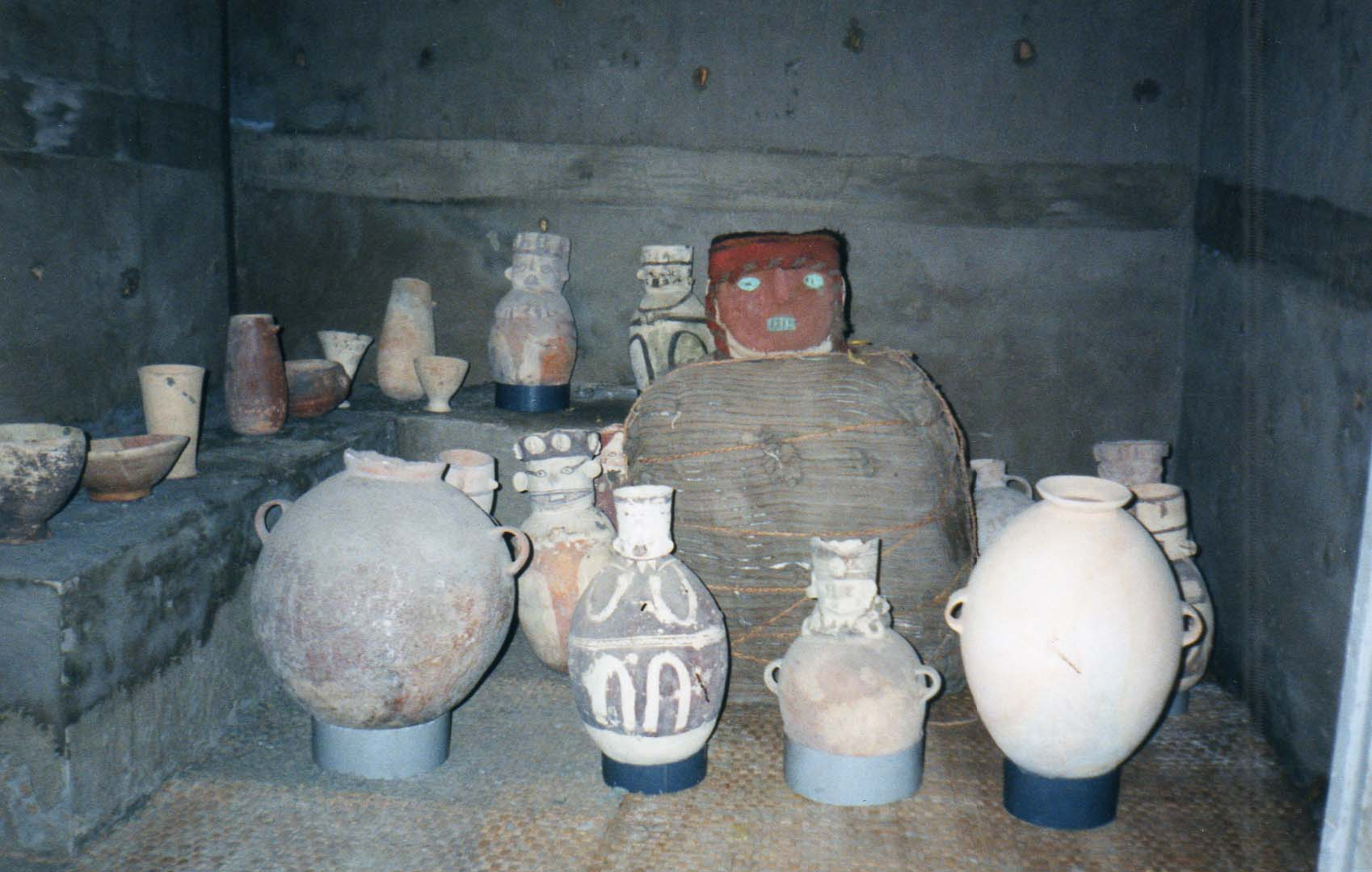